# مکنباخ (بیرکنفلد)
مکنباخ (به آلمانی: Meckenbach) یک شهر در آلمان است که در بیرکنفلد واقع شده‌است. مکنباخ ۱۱۰ نفر جمعیت دارد.